# Primera División de Liberia
La Primera División de Liberia anteriormente Premier League de Liberia es la máxima división de fútbol de Liberia, es organizada por la Asociación de Fútbol del País. El campeonato se disputa desde 1963 y hasta 2015 siempre fue ganada por equipos oriundos de la capital, Monrovia. Desde la temporada 2010 hasta 2013 la liga se le conoce como LFA-Cellcom First Division League debido a razones de patrocinio. Desde 2013 la liga se le conoce como LFA-Orange First Division League.
El equipo campeón obtiene la clasificación a la Liga de Campeones de la CAF.

## Equipos de la temporada 2024-25

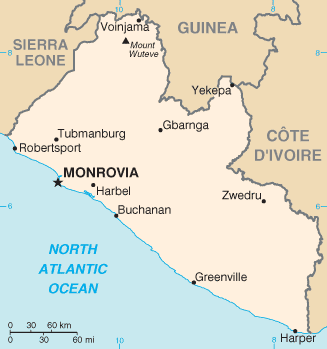
Liberia.

| Club               | Ciudad        | Fundación | Posición 2023-24 |
| ------------------ | ------------- | --------- | ---------------- |
| FC Bea Mountain    | Robertsport   | 2014      | 2º               |
| Black Man Warrior  | Monrovia      | 2020      | 1º (SD)          |
| Discoveries SA     | Gardnersville | 2017      | 3º (SD)          |
| Freeport FC        | Monrovia      | 2011      | 11º              |
| Global Pharma FC   | Monrovia      | 2022      | 7º               |
| Heaven Eleven FC   | Yekepa        | 2011      | 5º               |
| Invincible Eleven  | Monrovia      | 1943      | 9º               |
| FC Fassell         | Monrovia      | 2002      | 10º              |
| LISCR FC           | Monrovia      | 1995      | 3º               |
| LPRC Oilers        | Monrovia      | 1975      | 8º               |
| Mighty Barrolle SA | Monrovia      | 1956      | 4º               |
| Paynesville FC     | Paynesville   | 2013      | 6º               |
| Shaita FC          | Careysburg    | 2017      | 2º (SD)          |
| Watanga FC         | Paynesville   | 1997      | 1º               |

## Palmarés
| Temporada | Campeón                                         | Subcampeón                                      |
| --------- | ----------------------------------------------- | ----------------------------------------------- |
| 1963      | Invincible Eleven                               |                                                 |
| 1964      | Invincible Eleven                               |                                                 |
| 1965      | Invincible Eleven                               |                                                 |
| 1966      | Invincible Eleven                               |                                                 |
| 1967      | Mighty Barrolle SA                              |                                                 |
| 1968      | Torneo no disputado                             | Torneo no disputado                             |
| 1969      | Torneo no disputado                             | Torneo no disputado                             |
| 1970      | Torneo no disputado                             | Torneo no disputado                             |
| 1971      | Torneo no disputado                             | Torneo no disputado                             |
| 1972      | Mighty Barrolle SA                              |                                                 |
| 1973      | Mighty Barrolle SA                              |                                                 |
| 1974      | Mighty Barrolle SA                              |                                                 |
| 1975      | Torneo no disputado                             | Torneo no disputado                             |
| 1976      | Saint Joseph Warriors FC                        |                                                 |
| 1977      | Torneo no disputado                             | Torneo no disputado                             |
| 1978      | Saint Joseph Warriors FC                        |                                                 |
| 1979      | Saint Joseph Warriors FC                        |                                                 |
| 1980      | Invincible Eleven                               |                                                 |
| 1981      | Invincible Eleven                               |                                                 |
| 1982      | Torneo no disputado                             | Torneo no disputado                             |
| 1983      | Invincible Eleven                               |                                                 |
| 1984      | Invincible Eleven                               |                                                 |
| 1985      | Invincible Eleven                               |                                                 |
| 1986      | Mighty Barrolle SA                              | Invincible Eleven                               |
| 1987      | Invincible Eleven                               |                                                 |
| 1988      | Mighty Barrolle SA                              |                                                 |
| 1989      | Mighty Barrolle SA                              | Invincible Eleven                               |
| 1990      | Torneo no disputado                             | Torneo no disputado                             |
| 1991      | LPRC Oilers                                     |                                                 |
| 1992      | LPRC Oilers                                     | FDA-Foresters                                   |
| 1993      | Mighty Barrolle SA                              | Fulani FC                                       |
| 1994      | NPA Anchors                                     |                                                 |
| 1995      | Mighty Barrolle SA                              |                                                 |
| 1996      | Junior Professional FC                          | Mighty Barrolle SA                              |
| 1997      | Invincible Eleven                               |                                                 |
| 1998      | Invincible Eleven                               |                                                 |
| 1999      | LPRC Oilers                                     |                                                 |
| 2000-01   | Mighty Barrolle SA                              | LPRC Oilers                                     |
| 2002      | LPRC Oilers                                     | LISCR FC                                        |
| 2003      | Torneo abandonado por la guerra civil liberiana | Torneo abandonado por la guerra civil liberiana |
| 2004      | Mighty Barrolle SA                              | Invincible Eleven                               |
| 2005      | LPRC Oilers                                     | NPA Anchors                                     |
| 2006      | Mighty Barrolle SA                              | Monrovia Black Star FC                          |
| 2007      | Invincible Eleven                               | Monrovia Black Star FC                          |
| 2008      | Monrovia Black Star                             | Invincible Eleven                               |
| 2009      | Mighty Barrolle SA                              | LPRC Oilers                                     |
| 2010–11   | LISCR FC                                        | Barrack Young Controllers FC                    |
| 2012      | LISCR FC                                        | Nimba United FC                                 |
| 2013      | Barrack Young Controllers FC                    | LISCR FC                                        |
| 2013–14   | Barrack Young Controllers FC                    | LPRC Oilers                                     |
| 2015      | Nimba United FC                                 | LISCR FC                                        |
| 2016      | Barrack Young Controllers FC                    | FC Fassell                                      |
| 2016–17   | LISCR FC                                        | Barrack Young Controllers FC                    |
| 2018      | Barrack Young Controllers FC                    | LPRC Oilers                                     |
| 2019      | LPRC Oilers                                     | LISCR FC                                        |
| 2019–20   | Abandonado debido a la pandemia del COVID-19    | Abandonado debido a la pandemia del COVID-19    |
| 2020–21   | LPRC Oilers                                     | LISCR FC                                        |
| 2021–22   | Watanga FC                                      | Bea Mountain FC                                 |
| 2022–23   | LISCR FC                                        | Bea Mountain FC                                 |
| 2023–24   | Watanga FC                                      | Bea Mountain FC                                 |
| 2024–25   | FC Fassell                                      | Heaven Eleven FC                                |

## Títulos por club
| Club                         | Ciudad   | Campeón | Años Campeón                                                                 |
| ---------------------------- | -------- | ------- | ---------------------------------------------------------------------------- |
| Mighty Barrolle SA           | Monrovia | 13      | 1967, 1972, 1973, 1974, 1986, 1988, 1989, 1993, 1995, 2001, 2004, 2006, 2009 |
| Invincible Eleven            | Monrovia | 13      | 1963, 1964, 1965, 1966, 1980, 1981, 1983, 1984, 1985, 1987, 1997, 1998, 2007 |
| LPRC Oilers                  | Monrovia | 7       | 1991, 1992, 1999, 2002, 2005, 2019, 2021                                     |
| Barrack Young Controllers FC | Monrovia | 4       | 2013, 2014, 2016, 2018                                                       |
| LISCR FC                     | Monrovia | 4       | 2011, 2012, 2017, 2023                                                       |
| Saint Joseph Warriors FC     | Monrovia | 3       | 1976, 1978, 1979                                                             |
| Watanga FC                   | Monrovia | 2       | 2022, 2024                                                                   |
| NPA Anchors                  | Monrovia | 1       | 1994                                                                         |
| Junior Professional FC       | Monrovia | 1       | 1996                                                                         |
| Monrovia Black Star FC       | Monrovia | 1       | 2008                                                                         |
| Nimba United FC              | Nimba    | 1       | 2015                                                                         |
| FC Fassell                   | Monrovia | 1       | 2025                                                                         |